# 解放碑时尚文化城
解放碑時尚文化城，是中國重慶市的一座摩天大樓，位于渝中區解放碑CBD，高300公尺、63層樓，於2020年動工、預計2025年完工，完工後为重慶第七高樓。